# Liste der Naturdenkmale in Waren (Müritz)
Die Liste der Naturdenkmale in Waren (Müritz) nennt die Naturdenkmale in Waren (Müritz) im Landkreis Mecklenburgische Seenplatte in Mecklenburg-Vorpommern.

## Naturdenkmale
| Bild | Nr.        | Bezeichnung                             | Standort                                                             | Beschreibung                                       | Schutzzweck | Verordnung |
| ---- | ---------- | --------------------------------------- | -------------------------------------------------------------------- | -------------------------------------------------- | ----------- | ---------- |
| BW   | 2441/409-0 | 3 Silberpappeln                         | Waren Kameruner Weg 13 (53° 30′ 54,6″ N, 12° 39′ 34,7″ O)            | 1795                                               |             |            |
| BW   | 2441/411-0 | Eiche                                   | Waren Eldenholz (53° 31′ 30,9″ N, 12° 35′ 18,6″ O)                   | 1700 gepflanzt                                     |             |            |
| BW   | 2442/195-0 | Stieleichenallee                        | Waren Am Mühlenberg (53° 31′ 12,5″ N, 12° 41′ 17,5″ O)               | [ 3 ]                                              |             |            |
| BW   | 2442/196-0 | Winterlindenallee                       | Waren Am Werder (53° 31′ 53,2″ N, 12° 42′ 20,9″ O)                   | [ 4 ]                                              |             |            |
| BW   | 2442/430-0 | Ginkgo                                  | Waren Villenpark am Tiefwarensee (53° 31′ 6″ N, 12° 41′ 19,6″ O)     | [ 5 ]                                              |             |            |
| BW   | 2442/436-0 | Schwarzpappel                           | Waren Gerhart-Hauptmann-Allee (53° 31′ 6,1″ N, 12° 40′ 2,6″ O)       | Vermutlich 1870 gepflanzt. Im Winter 2018 gefällt. |             |            |
| BW   | 2442/459-0 | Winterlinde                             | Waren Kargower Weg 1d (53° 30′ 25,2″ N, 12° 42′ 49,1″ O)             | 1750 gepflanzt                                     |             |            |
| BW   | 2442/463-0 | Buche                                   | Waren Seeblänken (53° 33′ 22,5″ N, 12° 44′ 36,9″ O)                  | 1700 gepflanzt                                     |             |            |
| BW   | 2442/468-0 | Winterlinde                             | Waren Eisenbahntrasse östlich (53° 30′ 42,9″ N, 12° 44′ 2″ O)        | 1745 gepflanzt                                     |             |            |
| BW   | 2442/478-0 | Eibe                                    | Alt Falkenhagen Alt Falkenhagen 31 (53° 34′ 36,2″ N, 12° 41′ 1,6″ O) | [ 10 ]                                             |             |            |
| BW   | 2442/482-0 | Sommerlinde                             | Alt Falkenhagen Gutspark (53° 34′ 34,3″ N, 12° 41′ 17,1″ O)          | [ 11 ]                                             |             |            |
| BW   | 2442/486-0 | Scheinzypresse (Chamaecyparis thyoides) | Alt Falkenhagen Hohes Holz (53° 33′ 51,4″ N, 12° 40′ 55,7″ O)        | [ 12 ]                                             |             |            |
| BW   | 2442/493-0 | Sandbirke                               | Waren nördlich Werdersiedlung (53° 31′ 52,1″ N, 12° 41′ 48,1″ O)     | [ 13 ]                                             |             |            |
| BW   | 2542/402-0 | Stieleiche                              | Waren Feisnecksee (53° 29′ 18,8″ N, 12° 42′ 19,8″ O)                 | 1795 gepflanzt                                     |             |            |